# Juan Francisco Ferrandis d'Híxar

Escut del Ducat d'Híxar

Juan Francisco Cristóbal Luis Ferrandis d'Híxar i Ferrandis de Heredia nascut el 6 d'octubre de 1552 i mort el 13 d'abril de 1614, fill de Luis Ferrandis d'Híxar i Ramírez d'Arellano (X baró d'Híxar) i de Polita Ferrandis d'Heredia i Cuevas. L'any 1599 lo rei Felip I d'Aragó li autoritzar lo títol de duc, amb el que Juan Francisco Cristóbal esdevenir el 2n duc Híxar.
Es casà dues vegades i tingué filles amb la segona muller, Francesca de Castro-Pinós i Zurita. Les filles heretaren els seus títols nobiliaris.
En el seu mandat es va produir l'expulsió dels moriscos del 1609, i també dels "cristians nous". El II duc fer venir "cristians vells" d'altres terres. El dia 28 d'agost de 1611 concedir privilegis a los repobladors cristians d'Híxar en un document firmat davant del notari reial Chuan Batista de Lanuza, i el mateix fer el dia 12 de setembre amb els repobladors de La Puebla d'Híxar i el dia 28 de setembre amb los d'Urrea de Gaén.